# Данвілл (Канзас)
Данвілл (англ. Danville) — місто (англ. city) в США, в окрузі Гарпер штату Канзас. Населення — 29 осіб (2020).

## Географія
Данвілл розташований за координатами 37°17′9″ пн. ш. 97°53′31″ зх. д. / 37.28583° пн. ш. 97.89194° зх. д. (37.285951, -97.892071).  За даними Бюро перепису населення США в 2010 році місто мало площу 0,21 км², уся площа — суходіл.

## Демографія
Згідно з переписом 2010 року, у місті мешкало 38 осіб у 19 домогосподарствах у складі 8 родин. Густота населення становила 177 осіб/км².  Було 26 помешкань (121/км²).
Расовий склад населення:
| - 100,0 % — білих |

До двох чи більше рас належало 0,0 %. Частка іспаномовних становила 0,0 % від усіх жителів.
За віковим діапазоном населення розподілялося таким чином: 21,1 % — особи молодші 18 років, 63,1 % — особи у віці 18—64 років, 15,8 % — особи у віці 65 років та старші. Медіана віку мешканця становила 47,5 року. На 100 осіб жіночої статі у місті припадало 90,0 чоловіків;  на 100 жінок у віці від 18 років та старших — 130,8 чоловіків також старших 18 років.
Середній дохід на одне домашнє господарство  становив 51 324 долари США (медіана — 39 375), а середній дохід на одну сім'ю — 56 469 доларів (медіана — 61 250). За межею бідності перебувало 4,0 % осіб, у тому числі 0,0 % дітей у віці до 18 років та 0,0 % осіб у віці 65 років та старших.
Цивільне працевлаштоване населення становило 27 осіб. Основні галузі зайнятості: освіта, охорона здоров'я та соціальна допомога — 25,9 %, оптова торгівля — 18,5 %, мистецтво, розваги та відпочинок — 18,5 %.